# MCEM 3衝鋒槍
MCEM 3（英語：Machine Carbine Experimental Model 3，意為：「實驗型卡賓槍3型」）是一款采用9×19毫米帕拉貝倫口徑手枪子彈的英国製試驗型冲锋枪。

## 設計
MCEM 3衝鋒槍在1947年的英国研製。採用了一種類似手動步槍的設計，把握把和槍托安裝位置連在一起，只留下一個手指凹槽。槍托需要裝在握把之後。稍彎的可拆卸式彈匣裝在扳機前方。另外，其槍管其可裝上一把李-恩菲爾德步槍式刺刀。然而，由於MCEM 3的設計外型問題而沒有被英國軍隊採納，並沒有任何國家的軍隊使用。